# Kineziološki fakultet u Zagrebu
Kineziološki fakultet je akademska nastavna i znanstvena institucija, jedna od mlađih članica  Sveučilišta u Zagrebu. 

## Povijest
Osnovan je kao Visoka škola za fizičku kulturu 1959. godine. To je u ono vrijeme bila prva visokoškolska ustanova u Hrvatskoj koja je školovala visokoobrazovane kadrove za potrebe športa. 
Osam godina nakon osnutka, 1967. godine Visoka škola je primljena u sustav Sveučilišta u Zagrebu. Godine 1973. mijenja ime i postaje "Fakultet za fizičku kulturu", sve do 2001. godine, kada postaje Kineziološki fakultet.
Temeljno područje znanstvenog interesa i poučavanja na dodiplomskom sveučilišnom i poslijediplomskim studijima jest kineziologija, a područja koja se poučavaju i istražuju su: Edukacija, Kineziterapija, Sportski menadžment, Izabrani sport i Kineziološka rekreacija.

## Poznate osobe
- Ivan Čaklec, diplomant i redovni profesor[1]
- Branko Ivanković, nogometni trener[2]
- Vatroslav Mihačić, ravnatelj Nogometne akademije HNS i bivši hrvatski nogometni vratar i kondicijski te trener vratara hrvatske nogometne reprezentacije
- Zdenko Jajčević, igrač i trener ragbija, športski novinar, ravnatelj Hrvatskoga športskoga muzeja i nositelj predmeta Povijest sporta na Kineziološkom fakultetu Sveučilišta u Zagrebu[3]
- Tihana Nemčić Bojić, nogometašica i nogometna trenerica, diplomantica i doktorica kineziologije

## Vanjske poveznice
- Kineziološki fakultet u Zagrebu